# Pegasus
Pegasus je raketa za enkratno uporabo, ki se jo izstreli v zraku iz nosilnega letala. Uporablja se za vtirjanje majhnih satelitov (okrog 450 kg) v nizkozemeljsko orbito. Razvilo jo jo je podjetje Orbital Sciences Corporation.  
Raketo Pegasus dvigne do izstrelitvene višine 12 000 metrov (40 000 čevljev) predelano nosilno letalo Lockheed L-1011 Stargazer. Ta način izstreljevanja iz zraka zmanjša tudi potrebno energijo, raketo ima večjo začetno višino, začetno hitrost okrog 900 km/h in ni potreben let skozi najbolj goste plasti atmosfere. Za izstreljevanje istega tovora z površja zemlje bi potrebovali večjo raketo.
Potisk zagotavljajo trije raketni motorji na trdo gorivo, ki jih je razvilo podjetje Hercules Aerospace (zdaj Alliant Techsystems).  Krilo je zasnoval letalski inženir Burt Rutan.
Izstrelitev iz letala omogoča veliko fleksibilnost kar se tiče lokacije izstreljevanja.

## Delovanje
Letalo deluje kot "booster" omogoča večje tovore in manjšo ceno. Višina 12.000 metrov je sicer samo 4%  višine NZO in letalo prevaža raketo s samo 3% potrebne orbitalne hitrosti (7,8 km/s), vendar je te dovolj, da ni potrebna velika in težka prva stopnja rakete. Potisna šoba je lahko tako optimizirana za manjšo gostoto zraka.
Izstreljevanje tudi ni odvisno od vremena, kot tradicionalne izstreliteve. Tudi za izstrelitev ni potrebna ploščad in druge ustanove. Če se izstreljuje rakete nad oceanom se tudi zmanjšajo stroški zavarovanja.
Izstrelili so okrog 42 raket, od tega 3 neuspešno in dve delno uspešno. 

## Karakteristike
- Masa: 18.500 kg (Pegasus), 23.130 kg (Pegasus XL)
- Dolžina: 16,9 m (Pegasus), 17,6 m (Pegasus XL)
- Premer: 1,27 m
- Razpon kril: 6,7 m
- Tovor: 443 kg (1,18 m premer, 2,13 m dolžina)

Razvijajo tudi precej večji Pegasus II s kapaciteto 6 ton v nizkozemeljski orbiti.